# American Philosophical Association

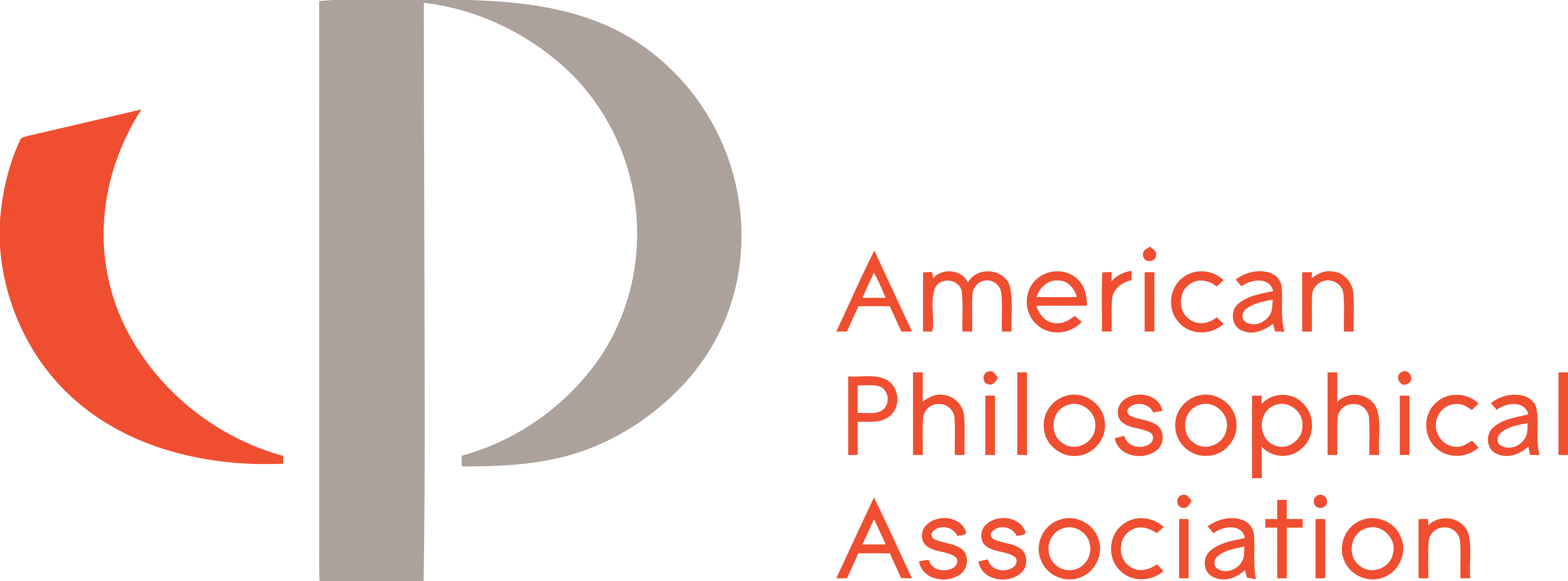

Die American Philosophical Association (APA) ist der wichtigste Berufsverband für Philosophen in den Vereinigten Staaten. Die 1900 gegründete Organisation ist in drei geographische Abteilungen ("pazifisch", "zentral" und "östlich") aufgegliedert, wobei jede Abteilung eine jährliche Konferenz organisiert. Die Konferenz der östlichen Division ist die wichtigste Veranstaltung auf dem amerikanischen Arbeitsmarkt für Philosophen und wird von Universitäten für Bewerbungsgespräche genutzt. Zudem vergibt die APA eine Reihe von Preisen wie den Philosophical Association Book Prize oder die Royce Lectures in the Philosophy of Mind.

## Präsidenten
Präsidenten der östlichen Abteilung waren unter anderem Paul Guyer, Edward S. Casey, Daniel Dennett, Virginia Held, John M. Cooper, T. M. Scanlon, Alexander Nehamas, Ernest Sosa, Jerry Fodor, Seyla Benhabib, Kwame Anthony Appiah, Christine Korsgaard, Lewis White Beck und Robert Nozick.
Präsidenten der zentralen Abteilung waren unter anderem Peter van Inwagen, Ted Cohen, Eleonore Stump, Karl Ameriks, Stephen Darwall, Marcia Baron, Allan Gibbard, Alvin Plantinga, Elliott Sober, Claudia Card und Lawrence Sklar. 
Präsidenten der pazifischen Abteilung waren unter anderem Calvin Normore, Jeffrie Murphy, Hubert Dreyfus, Richard Wollheim, John Perry und Paul Churchland.